# Gerhard Sperl
Gerhard Sperl (* 24. April 1936 in Göß; † 6. April 2021 in Leoben) war ein österreichischer Montanwissenschaftler, Hochschullehrer, Historiker und Kommunalpolitiker.
Von 1974 bis zu seiner Pensionierung 2001 war er am Erich Schmid Institut der ÖAW in Leoben tätig und machte sich vor allem als Mitbegründer der Archäometallurgie und der Eisenstraßen verdient. Von 1980 bis 1989 war er 2. Vizebürgermeister seiner Heimatstadt.

## Leben und Wirken
Gerhard Sperl wurde am 24. April 1936 in der damals noch eigenständigen Gemeinde Göß (seit 1938 eine Katastralgemeinde von Leoben) geboren, wo er auch aufwuchs und einen Teil seiner Schulbildung erhielt. Sein Heimathaus ist der seit 1844 in Familienbesitz befindliche sogenannte Sperlhof (heutige Adresse: Mareckkai 46) in der Pfarre Waasen, der seit Jahrhunderten mit dem Montanwesen verbunden ist und einst die Kohlschreiber der Vordernberger Radwerke beherbergte. Auch Peter Tunner der Ältere verbrachte hier einst seinen Lebensabend. Nach dem Haus, das durch den Umbau des Plättenhauses vom Flößermeister und Salzversilberer Franz Reindl von Reindlingen 1777 in die heute Form gebracht worden war, ist seit 1951 auch die in der Nähe befindliche Sperlhofgasse benannt; das Haus selbst liegt am Mareckkai. Einer der Vorfahren Sperls, Anton Sperl, war der erste Buchhändler in Leoben. Ebenfalls verwandt war er mit dem ehemaligen Kapfenberger Bürgermeister Josef Sperl. Dieser war es auch, der das etwas muraufwärts liegende Kohlfachterhaus, das spätere und heute nicht mehr existierende Café Sperlhof, um 1952 an die Familie Legat verkaufte. Nach dem Pflichtschulabschluss am Stiftsgymnasium Seckau (1954: Matura mit Auszeichnung) begann Gerhard Sperl an der Montanistischen Hochschule Leoben das Studium des Hüttenwesens, das er 1961 mit dem akademischen Grad Diplom-Ingenieur abschloss. Mit 15. November 1954 trat er der rund fünf Monate davor gegründeten K.Ö.St.V. Kristall bei und erhielt hier den Couleurnamen Philipp. Ein unmittelbarer Cofuchs Sperls war zu dieser Zeit der spätere steirische Landtagsabgeordnete und Unternehmer Franz Kollmann.
Nach seiner Graduierung absolvierte er noch das Fachsemester Gießereiwesen und arbeitete dann von 1961 bis 1970 bei der Tiroler Röhren- und Metallwerke AG, wo er hauptsächlich in der Gießerei und in der Werkstoffprüfung tätig war (zuletzt als Gruppenleiter). Nachdem er 1970 mit der Dissertation Die Aussagekraft der chemischen Analyse antiker Kupferlegierungen für die Altertumswissenschaft an seiner Alma Mater zum Dr. mont. promoviert hatte, war er danach von 1970 bis 1972 als Leiter einer Prozessingenieurgruppe zur Qualitätskontrolle in der Halbleiterproduktion bei der Intermetall – Halbleiterwerk der Deutschen ITT Industries GmbH in Freiburg im Breisgau tätig. Ebenfalls in Freiburg arbeitete er von 1972 bis 1974 am Institut für Festkörpermechanik der Fraunhofer-Gesellschaft. Von 1974 bis zu seiner Pensionierung im Jahr 2001 war Sperl als wissenschaftlicher Mitarbeiter am Erich Schmid Institut der ÖAW in seiner Heimatstadt tätig. Wie bereits bei der Fraunhofer-Gesellschaft arbeitete er auch in Leoben als Mitarbeiter von Hein-Peter Stüwe, der bis zu seiner Pensionierung im September 1996 geschäftsführender Direktor des Instituts war, an der Bruchforschung. Bereits während seiner Zeit in Tirol begann er im Jahr 1963 an der Philosophischen Fakultät der Universität Innsbruck die Studien der Sprachen und Kulturen des Alten Orients, der Klassischen Archäologie sowie der Ur- und Frühgeschichte, setzte seine Studien der Orientalistik sowie der Ur- und Frühgeschichte während seiner Berufstätigkeit in Freiburg nebenbei noch an der Albert-Ludwigs-Universität Freiburg fort und promovierte im Jahr 1983 zum Dr. phil. Sein Studium, zu dem er noch Informatik dazu genommen hatte, schloss er mit der Dissertation Erkennen von Keilschriftzeichen mit Hilfe elektronischer Rechenanlagen ab. Er zählt damit zu den Pionieren der Digital Humanities bzw. der Digitalen Assyriologie. Aufgrund seines ursprünglichen Studiums des Hüttenwesens beschäftigte er sich auch mit dem Problem der Konservierung metallischer Gegenstände nach archäologischer Ausgrabung und gilt in diesem Bereich als Mitbegründer der sogenannten Archäometallurgie.
Da er sich vor allem um die Beurteilung der historischen Kupferhüttenprozesse sowie historischer Kupfergegenstände verdient gemacht hatte, war Sperl ab den 1990er Jahren auch ein wichtiger Experte bei der Untersuchung der 1991 entdeckten Gletschermumie Ötzi, dessen mitgeführtes Kupferbeil und die es umgebende Silices er untersuchte. Die Geschichte der Herstellung von Eisen war ein weiterer besonderer Schwerpunkt seines Wirkens, wobei er sich vor allem um die Darstellung der Geschichte der Eisenherstellung im Rahmen einer steirischen, österreichischen und europäischen Eisenstraße verdient gemacht hatte. 1978 war er ein Mitbegründer des Projekts Steirische Eisenstraße und des daraus folgenden Projekts Mitteleuropäischen Eisenstraße (1993), das im Jahr 2007 vom Europarat ausgezeichnet und mit einem eigenen Logo bedacht wurde. Zu weiteren Interessengebieten Sperls zählten auch die Gewinnung des Silbers, die Metallurgie des Bleis sowie die Etrusker, was sich auch dadurch zeigte, dass er großes Interesse an der Geschichte der Metallurgie im italienischen und alpinen Raum hatte. Zwei Jahre lang unterrichtete er auch mehrsprachig am Europa-Institut in Ravello. Weiters galt er als Experte in der Erforschung von Schlacke, mit der eine Datierung von Hüttenprozessen möglich war. Über 40 Jahre lang sammelte Sperl systematisch Schmelz- und Schmiedeschlacken der Antike bis ins 19. Jahrhundert, die er wiederum untersuchte, datierte und katalogisierte. Sperls Sammlung befindet sich seit 2017 im sogenannten Raithaus, das sich im Besitz des Vereins der Freunde des Radwerks IV, dessen Gründungsmitglied und Präsident Sperl war, befindet. 1989 erfolgte im Rahmen der Ur- und Frühgeschichte an der Geisteswissenschaftlichen Fakultät der Universität Wien mit der Arbeit Montangeschichte des Erzberggebietes nach archäologischen und schriftlichen Dokumenten, ergänzt durch praktische Versuche Sperls Habilitation für Montanarchäologie, woraufhin er als Dozent für Montanarchäometrie dem Institut für Ur- und Frühgeschichte zugeteilt wurde, er 1999 seine außerordentliche Professur erhielt und ihm der Berufstitel Univ.-Prof. verliehen wurde.
Nach seiner Pensionierung 2001 lehrte Sperl noch bis 2020 an der Universität Wien und im Rahmen von Lehraufträgen auch noch an der Montanuniversität. Im Laufe seiner Karriere hielt er immer wieder auch Vorlesungen und Kurse im Ausland und arbeitete seit 1975 mit italienischen Fachkollegen im Rahmen der Soprintendenza Archeologica und dem Istituto Nazionale di Studi Etruschi ed Italici in Florenz zusammen. Zeitlebens veröffentlichte er etwa 250 Publikationen in diversen technischen und wissenschaftlichen Zeitschriften und Büchern. Seine letzte Veröffentlichung stammte aus dem Jahr 2020, wurde in den Berg- und Hüttenmännischen Monatsheften (BHM) veröffentlicht und trug den Titel La miniera di Baratti – Etruskische Schlacken als Eisenerz (BHM Vol. 165 (9) S. 417–427). Bei den BHM trat er lange Zeit auch als Mitarbeiter der Schriftleitung in Erscheinung und war fallweise auch Gastherausgeber, zuletzt im Jahr 2020.
Neben seiner Laufbahn als Wissenschaftler und Historiker trat Sperl auch kommunalpolitisch für die Österreichische Volkspartei (ÖVP) in Erscheinung. Von 1979 bis 1989 war er Stadtparteiobmann für Leoben und zudem von 1980 bis 1989 2. Vizebürgermeister seiner Heimatstadt. Von 1980 bis zu seinem Ausscheiden gehörte er dem Kulturausschuss und dem Ausschuss für Bauwesen an. Bis zu seinem Ausscheiden aus dem Gemeinderat war er ab 1980 auch im Reinhaltungsverband Leoben, sowie ab 1985 im Sozialhilfeverband tätig. Des Weiteren war Sperl ein Urmitglied der MKV-Verbindung Nibelungia-Knittelfeld und Bandphilister der MKV-Verbindung Lützow Leoben.
Weiters zeigte er auch durch die Gründung des Arbeitskreises Paltental und seiner Tätigkeit als Vorstandsmitglied und Vizepräsident im Verein der Freunde des Radwerks IV großes Engagement für seine Heimat. Darüber hinaus war er 1976 eines der Gründungsmitglieder des Montanhistorischen Vereins Österreich (MHVÖ), zu dessen Präsidenten und Nachfolger von Karl Stadlober er 2004 einstimmig gewählt worden war. Eines seiner letzten großen Projekte war die Etablierung eines montanhistorischen Archivs im ehemaligen Raithaus in Vordernberg, das er jedoch nicht mehr vollenden konnte. Außerdem war Sperl mit Vorträgen, Exkursionen und Ausstellungen auch im Bereich der Volksbildung tätig.
Am 6. April 2021 starb Sperl kurz vor seinem 85. Geburtstag in seiner Heimatstadt und hinterließ seine Ehefrau sowie seine drei Kinder mit Familie. Der in den Medien des Öfteren genannte 5. April als Todesdatum ist nicht korrekt; siehe Todesanzeige und Grabsteininschrift. Die Beerdigung im Familiengrab fand am 15. April 2021 am Zentralfriedhof Leoben statt.

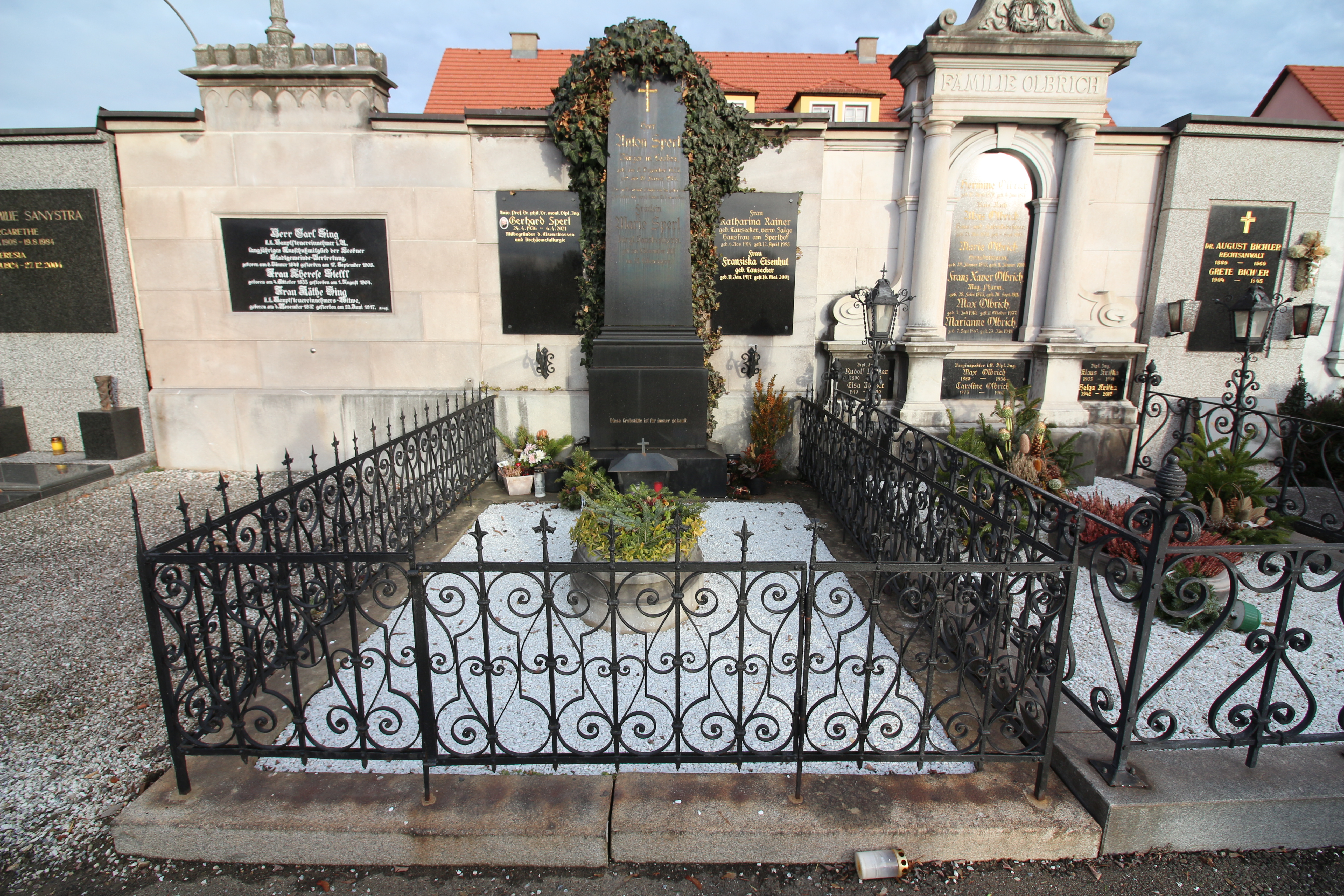
Grab der Familie Sperl…
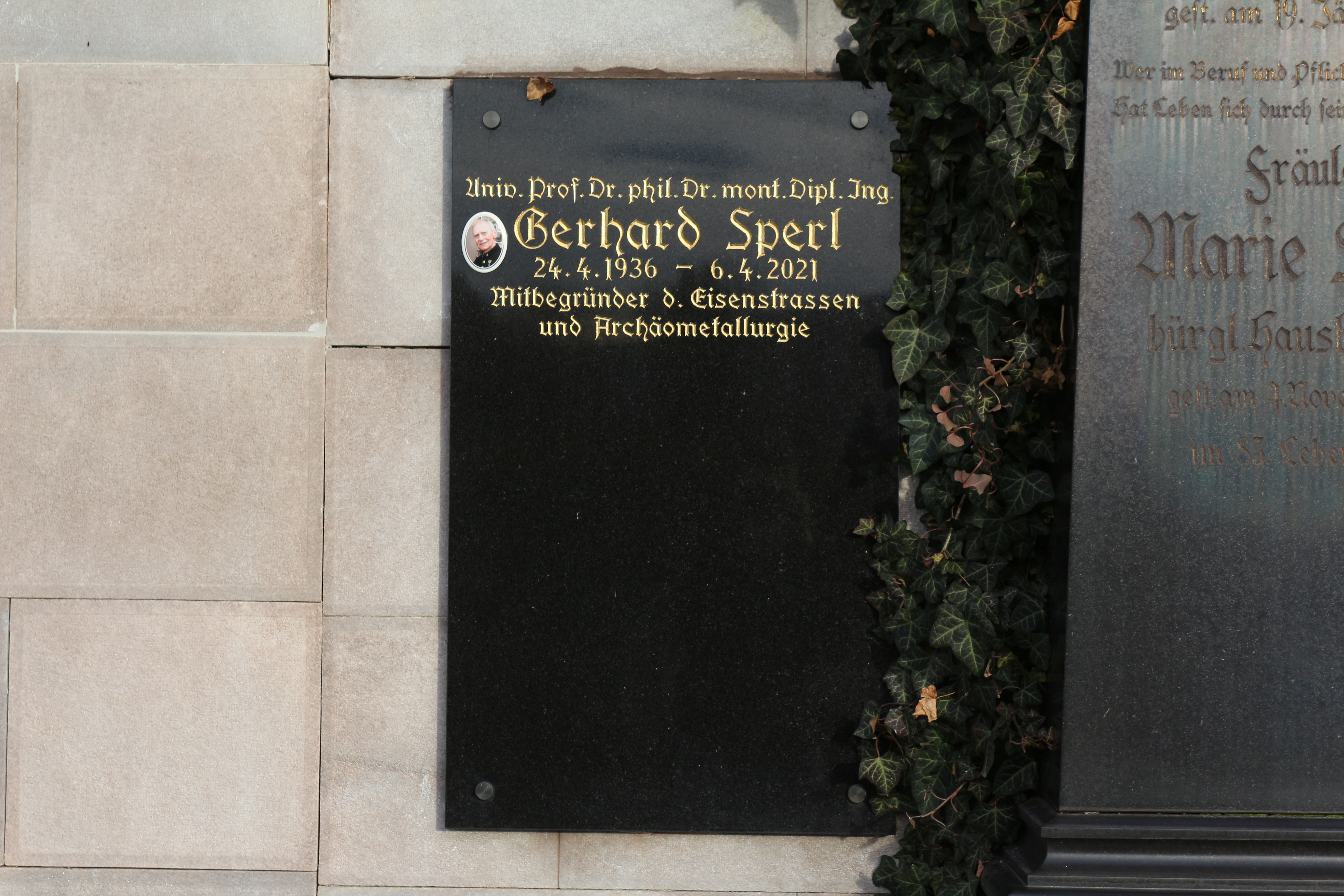
…am Zentralfriedhof Leoben (2023)

## Ehrungen
- Ehrenkreuz für Wissenschaft und Kunst I. Klasse
- Großes Ehrenzeichen des Landes Steiermark
- Großes Ehrenzeichen (in Gold) der Stadt Leoben[8]
- Theodor-Körner-Preis